# Ipa (geslacht)
Ipa is een geslacht van spinnen uit de familie hangmatspinnen (Linyphiidae).

## Soorten
De volgende soorten zijn bij het geslacht ingedeeld:
- Ipa keyserlingi (Ausserer, 1867)
- Ipa pepticus (Tanasevitch, 1988)
- Ipa spasskyi (Tanasevitch, 1986)
- Ipa terrenus (L. Koch, 1879)